# CMAT

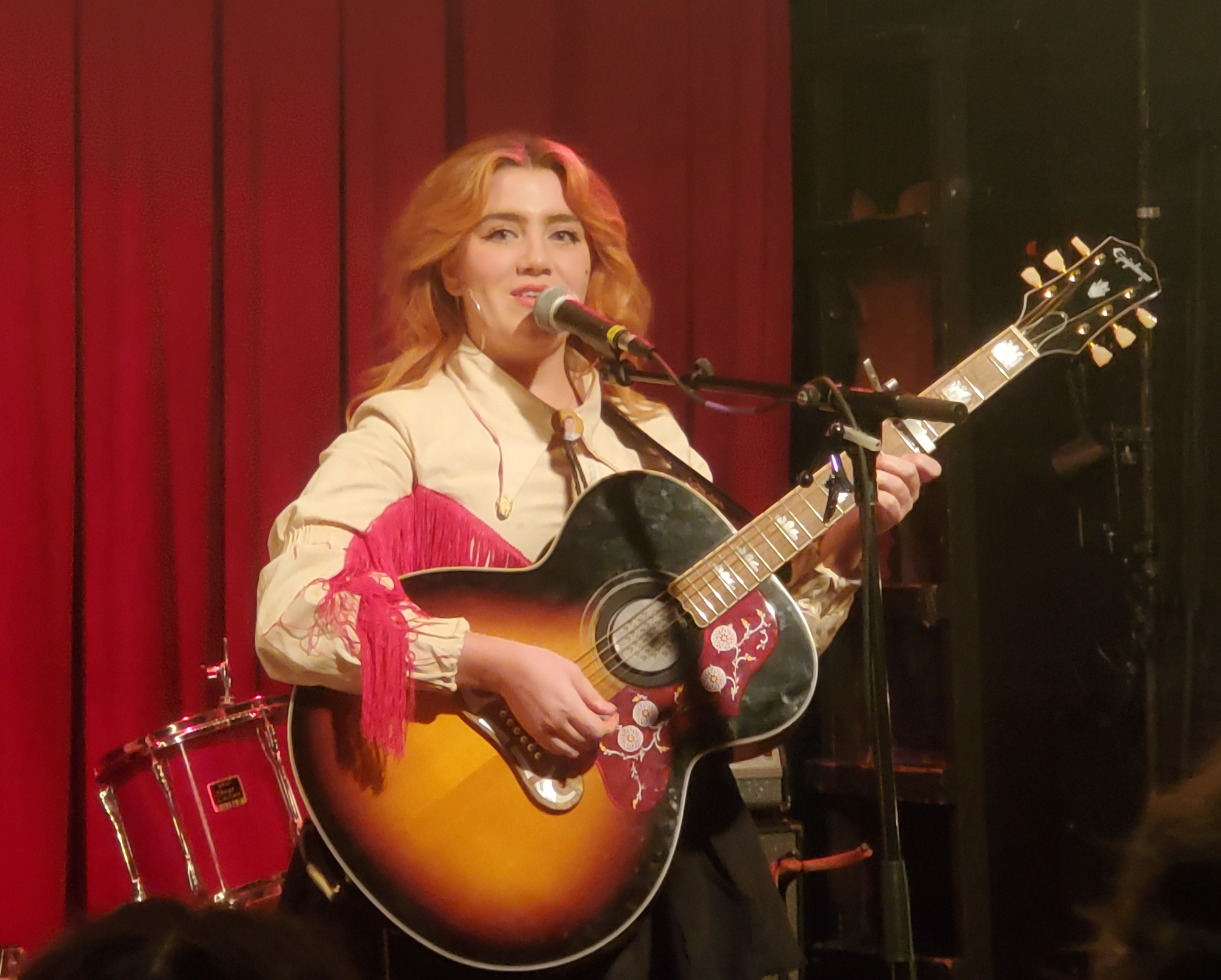
CMAT (2022)

CMAT (Aussprache ['si:mæt], mit vollem Namen Ciara Mary-Alice Thompson; * 1996 in Dublin) ist eine irische Popmusikerin.

## Biografie
Ciara Mary-Alice Thompson wuchs mit Pop- und Countrymusik auf und begann selbst mit 17 Jahren Musik zu machen. Sie ging nach Manchester und gründete mit ihrer Tinder-Dating-Bekanntschaft Alan Farrell das Duo Bad Sea. Obwohl sie musikalisch erfolgreich waren und positive Kritiken bekamen, hielt die Verbindung nicht lange. Nach einer Begegnung mit der Sängerin Charli XCX und einer Diskussion über die Sinnfrage zog sie sich erst einmal wieder in ihre Heimat nach Irland zurück.
Sie setzte ihre Schulausbildung fort und nahm dann eine Arbeit in einem Kleidergeschäft an, bevor sie sich wieder intensiv musikalisch engagierte. Sie beschloss, ein halbes Jahr lang jede Woche ein neues Lied zu schreiben. Sie veröffentlichte die Lieder im Internet und begann auch wieder regelmäßig aufzutreten. Ab 2020 stellte sie auch Singles auf Streamingplattformen online. Auffällig sind dabei die nach ihren Vorstellungen von Rachel O’Regan gezeichneten Coverbilder im Comicstil. Mit Songs wie I Wanna Be a Cowboy, Baby! und I Don’t Really Care for You hatte sie erste Erfolge, mit letzterem schaffte sie im April 2021 den Einstieg in die irischen Charts.
Als auch BBC Radio One auf sie aufmerksam wurde, bekam sie ein Angebot von AWAL Recordings für einen Plattenvertrag. Sie nahm die Arbeiten an ihrem Debütalbum auf. If My Wife New I’d Be Dead erschien Anfang März 2022 und stieg auf Platz 1 in Irland ein.

## Diskografie
Alben
- If My Wife New I’d Be Dead (2022)
- Crazymad, for Me (2023)

Lieder
- Another Day (2020)
- Rodney (2020)
- I Wanna Be a Cowboy, Baby! (2020)
- Uncomfortable Christmas (mit Junior Brother, 2020)
- I Don’t Really Care for You (2021)
- 2 Wrecked 2 Care (2021)
- No More Virgos (2021)
- Lonely (2022)
- Every Bottle (Is My Boyfriend) (2022)
- Take a Sexy Picture of Me (2025)